# Zagrotes borna
Zagrotes borna – gatunek pająka z rodziny worczakowatych. Zamieszkuje Iran.

## Taksonomia
Gatunek ten opisany został po raz pierwszy w 2021 roku przez Alirezę Zamaniego i Jurija Marusika na łamach „ZooKeys”. Opisu dokonano na podstawie pojedynczego samca odłowionego w 1972 roku. Jako lokalizację typową wskazano okolice Bandar-e Abbasu w irańskim ostanie Hormozgan. Epitet gatunkowy oznacza po persku „młody”.

## Morfologia i zasięg
Pająk o ciele długości 4,9 mm przy karapaksie długości 2,2 mm i szerokości 1,4 mm. Karapaks, szczękoczułki, warga dolna, szczęki i sternum są jednolicie jasnobrązowe. Odnóża pozbawione są obrączkowania, żółtawobrązowe. Kremowej barwy opistosoma (odwłok) ma kępkę długich, ciemnobrązowych szczecinek na przedzie i rozproszone szczecinki jaśniejsze w pozostałych częściach. Ubarwienie kądziołków przędnych jest jednolite. Nogogłaszczki samca mają tak długie jak szerokie golenie i czterokrotnie dłuższe od nich, dwukrotnie dłuższe niż szerokie cymbium. Apofiza retrolateralna jest dwukrotnie dłuższa od goleni, w przedniej ⅓ rozwidlona na zaokrąglone ramię brzuszne i ostro zakończone ramię grzbietowe. Tegulum cechuje się pazurkowatą, skierowaną bocznie, w widoku bocznym gwałtownie zakończoną apofizą tegularną.
Gatunek palearktyczny, znany jest tylko z miejsca typowego na południu Iranu.